# Krzyżtopór
Krzyżtopór (dawniej Krzysztopór) – ruiny powstałej w latach 1621–1644 rezydencji pałacowej otoczonej fortyfikacjami bastionowymi położonej w miejscowości Ujazd w województwie świętokrzyskim. Była to jedna z największych budowli pałacowych w Europie przed powstaniem Wersalu. Od 2018 ma status pomnika historii. Obiekt jest udostępniony do zwiedzania (wejście biletowane). Zwiedzanie zamku możliwe jest za dnia oraz w wybrane noce. Udostępnionych jest 5 tras zwiedzania zamku.

## Historia

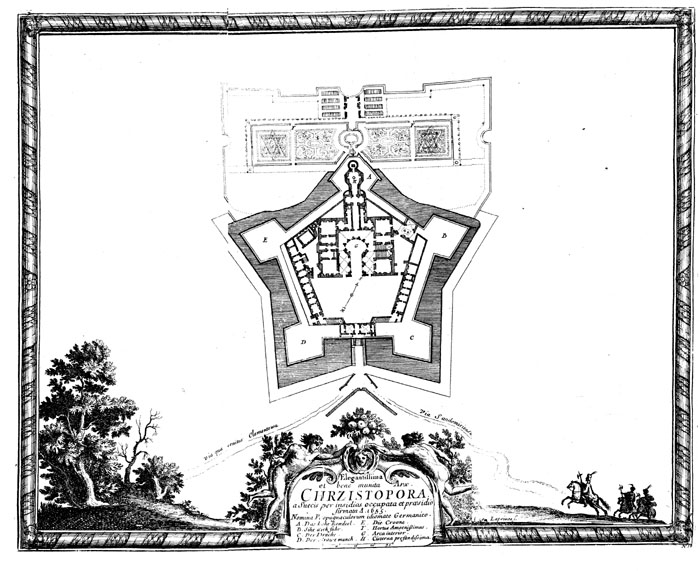
Plan Krzyżtoporu Erika Dahlbergha

Zbudowany w latach 1621–1644 przez wojewodę sandomierskiego Krzysztofa Ossolińskiego. Jest to obszerny zamek w stylu włoskim typu palazzo in fortezza. W 1894 roku Stanisław Tomkowicz przypisał autorstwo projektu budowniczemu znanemu jako Lauretius de Sente (Wawrzyniec Senes). Od strony północnej przylegały do zamku ogrody w stylu włoskim.
Jego fundator cieszył się nim krótko, ponieważ Krzysztof Ossoliński zmarł nagle rok po ukończeniu budowy. Pozostawił po sobie bardzo zadłużony majątek, który odziedziczył jego syn Krzysztof Baldwin Ossoliński, który jednak niedługo później poległ w bitwie pod Zborowem w 1649 roku. Po nim pałac odziedziczył brat fundatora Jerzy Ossoliński, a po jego śmierci (1650) zamek odziedziczyła jego córka Urszula zamężna z Samuelem Jerzym Kalinowskim, który jednakże wkrótce poległ w bitwie pod Batohem. Pałac został zajęty w czasie potopu przez Szwedów w październiku 1655 roku. W posiadaniu rodziny Kalinowskich zamek pozostał do roku 1701, jednak nie był zamieszkany. W 1720 roku zamieszkała w nim rodzina Morsztynów, a następnie po kądzieli zamek przeszedł we władanie generała Michała Jana Paca, który w 1760 roku przeprowadził remont części południowej. Zamieszkany do roku 1770, kiedy został spalony przez wojska rosyjskie w czasie obrony przez zwolenników konfederacji barskiej, którym sprzyjał właściciel. W 1782 roku kupił go Kajetan Sołtyk i przekazał w spadku Stanisławowi Sołtykowi. W 1787 roku zamek odwiedził król Stanisław August Poniatowski. W 1815 roku zamek stanowił wiano Konstancji Sołtyk, małżonki posła Ludwika Łempickiego. W 1858 roku zamek kupiła rodzina Orsettich, która zamieszkiwała w pobliskim dworze do 1944 roku. Po II wojnie światowej został przejęty przez Skarb Państwa.

## Architektura
Obiekt o cechach architektury typu palazzo in fortezza składał się z trzech podstawowych części: zespołu pałacowego z zabudowaniami gospodarczymi, założenia obronnego z fortyfikacjami typu bastionowego i z założenia ogrodowego typu włoskiego położonego poza obrębem fortyfikacji. Krzyżtopór wzniesiono na planie pięcioboku, z bastionami na narożach. Budulcami były kamień i cegła. Oś założenia stanowiły wieża bramna i bastion zwany Wysokim Rondlem z ośmioboczną wieżą. Trzypiętrowy pałac zbudowano na planie prostokąta z eliptycznym wewnętrznym dziedzińcem. Do głównego korpusu pałacu dostawiono na osi od strony północno-zachodniej skrzydło z wielką salą na piętrze, zakończone ośmioboczną wieżą. Skrzydła boczne pałacu – z czterema czworobocznymi wieżami na narożach – okalały wielki dziedziniec wjazdowy. Elewacja pałacu barwiona była na żółto. Na płaszczyznach między oknami wymalowano portrety Ossolińskich i przedstawicieli rodów spokrewnionych z umieszczonymi poniżej na marmurowych tablicach podpisami (były częściowo widoczne jeszcze w połowie XIX w.). Całe założenie warowne otaczała fosa .

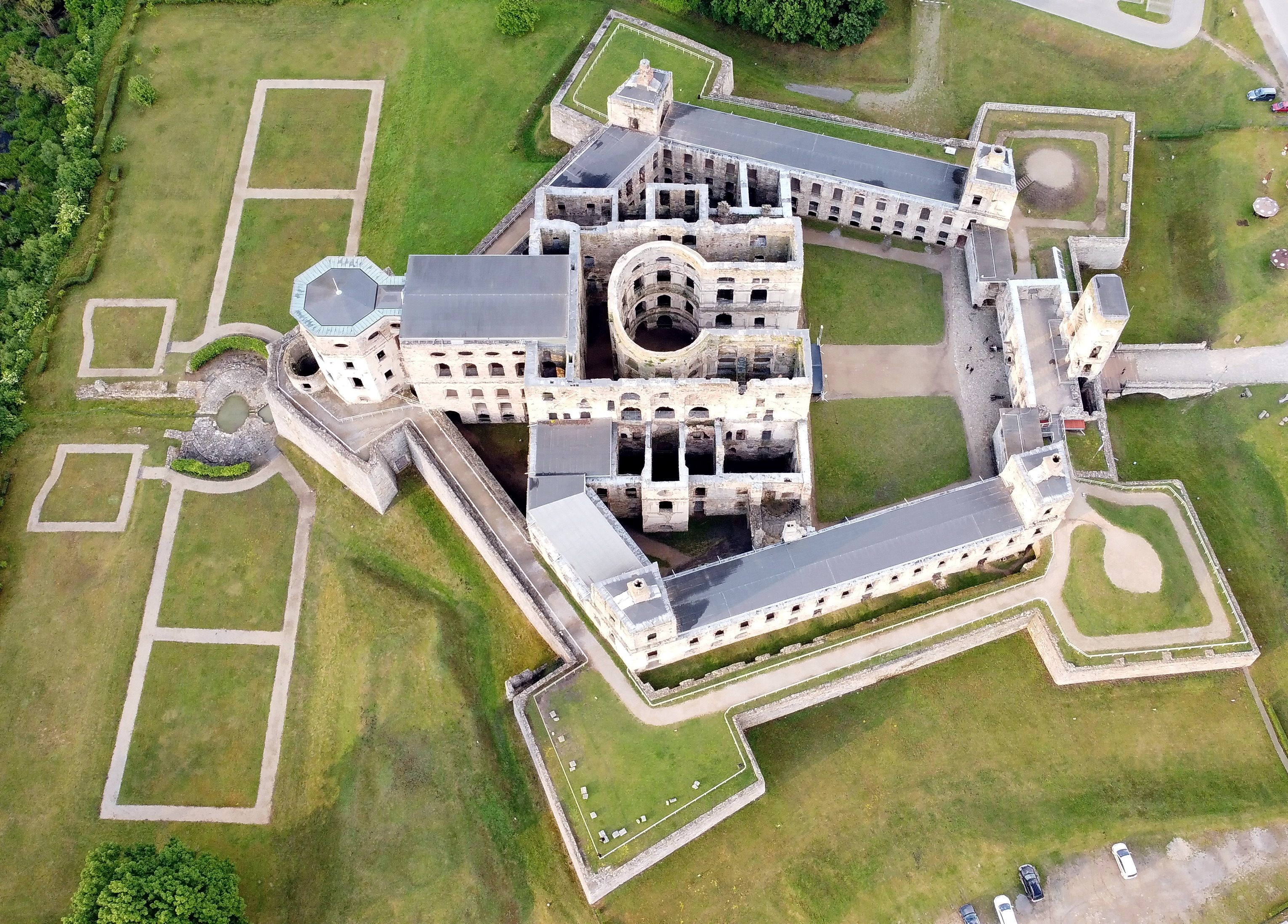
Widok na ruiny pałacu Krzyżtopór z lotu ptaka, stan w czerwcu 2023

Obecnie pałac ma status trwałej ruiny. W dawnej klasyfikacji zabytków był zaliczony do klasy zerowej. Budowla jest ruiną o znacznym stopniu zachowania, stąd interesującą do zwiedzania. W jej skład wchodzą obszerne fortyfikacje: bastiony, fosa, ślady umocnień i mostów.
Nazwa ewoluowała. Krzyż był symbolem wiary i polityki wojewody, topór herbem Ossolińskich. Oba te symbole są umieszczone na bramie wjazdowej do pałacu. Sam budowniczy nazywał pałac mianem Krzysztofory, co najprawdopodobniej wywodzi się od źródłosłowu jego imienia (gr. Christophoros – Krzysztof). Klucz ziemski Iwaniska, w którym leżała miejscowość Ujazd, nabyty został przez Ossolińskich od Ligęzów na początku XVII wieku.

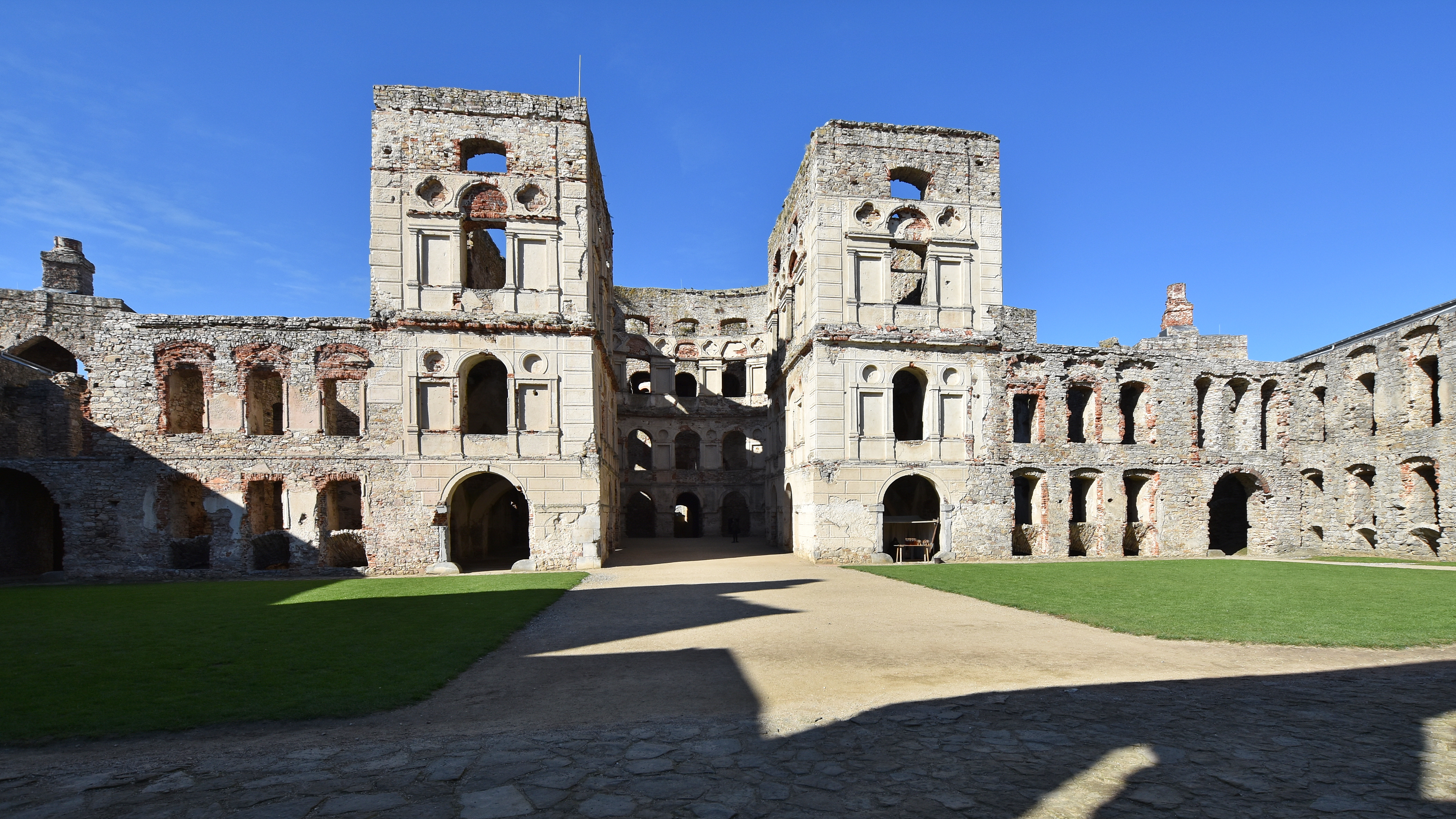
Panorama wewnętrznego dziedzińca, 2023

## Plany rekonstrukcji i odbudowy

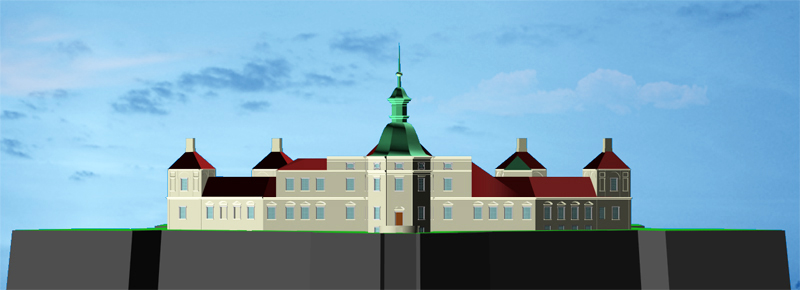
Rekonstrukcja

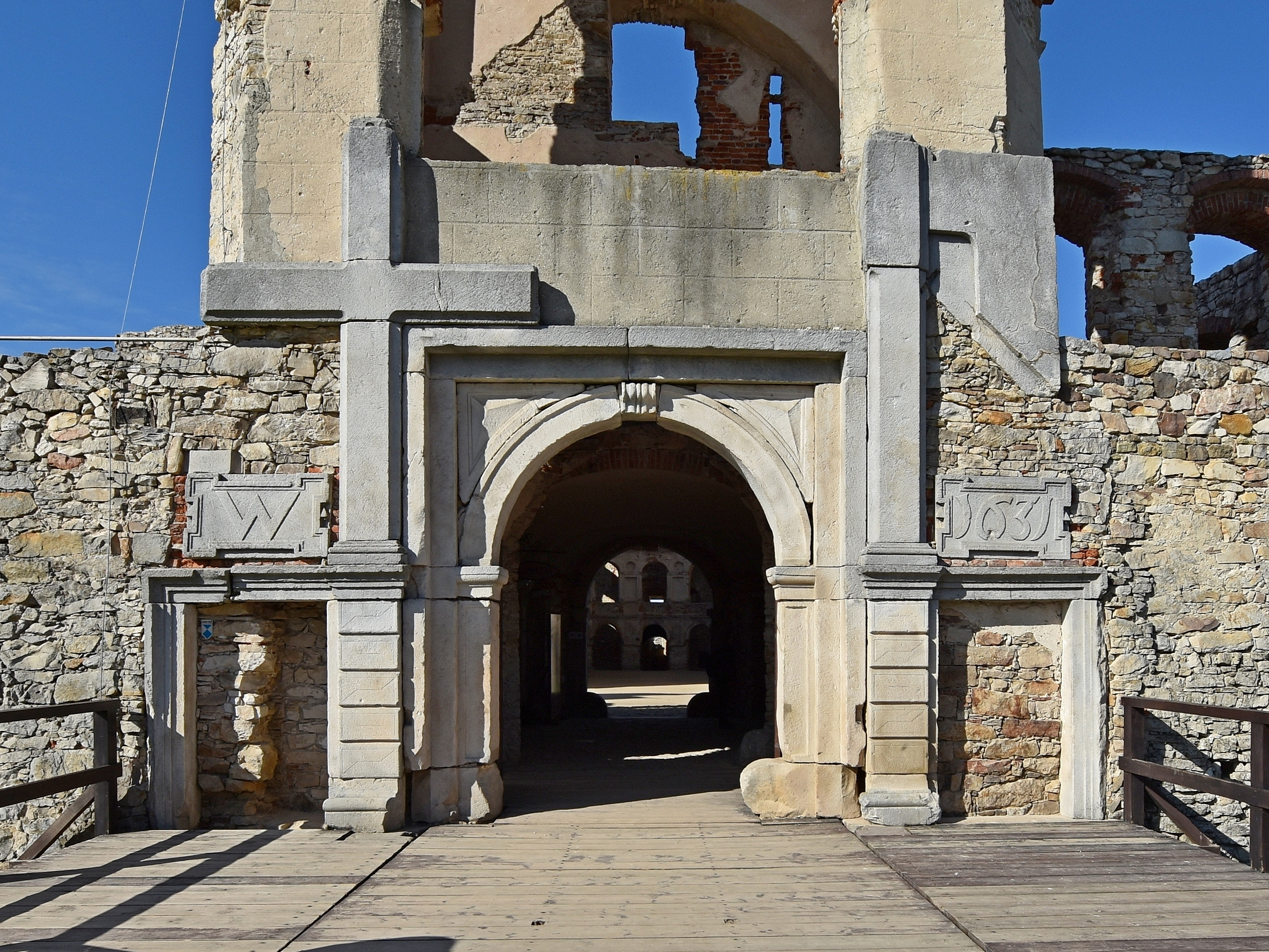
Brama wjazdowa, krzyż po lewej, topór po prawej

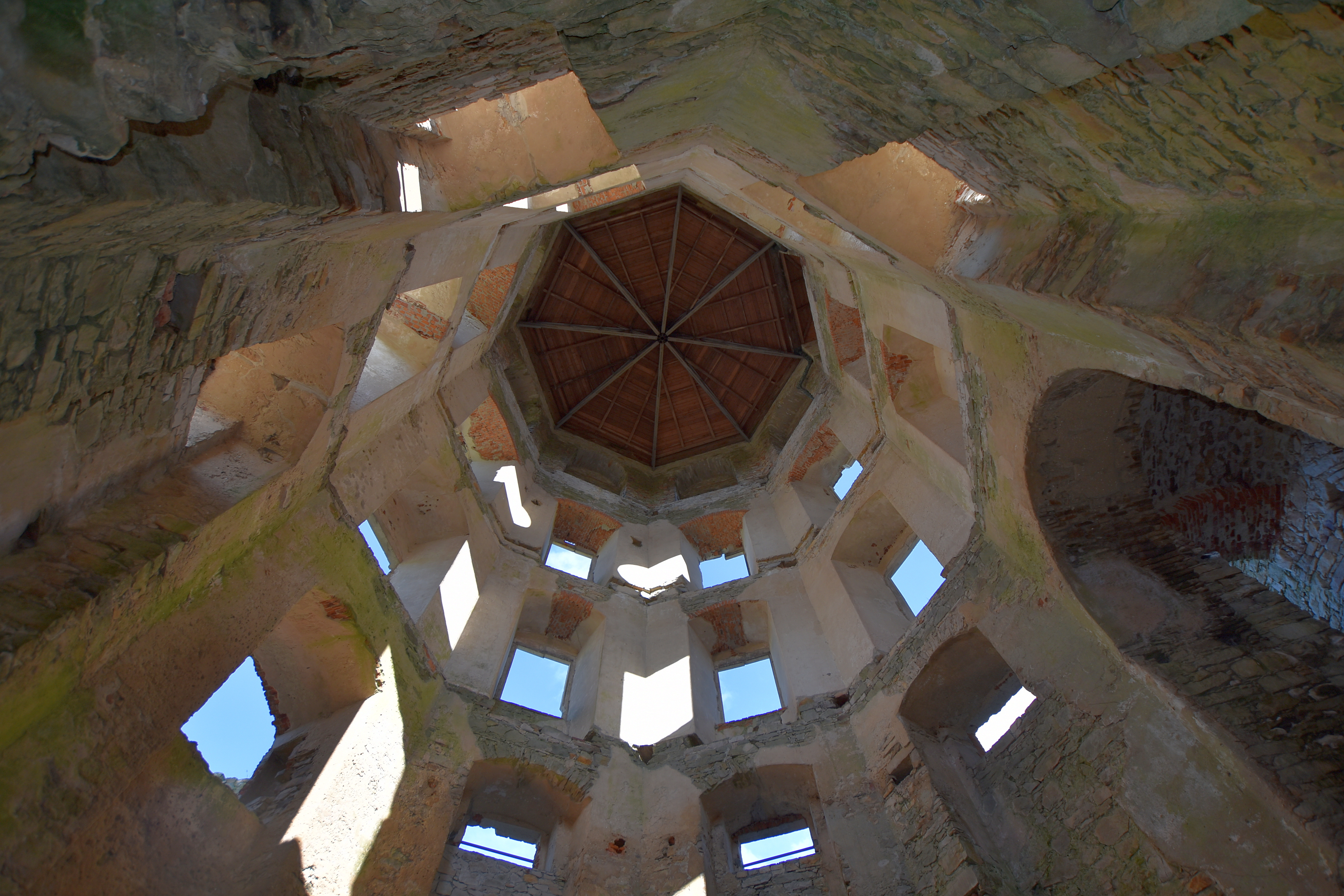
Wnętrze baszty

Ponieważ aż 90 procent murów oraz 10 procent sklepień założenia architektonicznego zachowało się do dzisiaj, od dawna planuje się odbudowę całego kompleksu. Odbudowa nie byłaby przedsięwzięciem trudnym. Już na przełomie lat 20/30 XX wieku Zakład Architektury Polskiej Politechniki Warszawskiej opracował projekt odbudowy zamku i adaptacji na ośrodek dla turystyki automobilowej. Na miejscu dawnych stajni planowano garaże, a oficyny miały być zajęte przez pokoje hotelowe oraz wspólne sypialnie. W głównym bloku miały być sale restauracyjne, salony, pokoje klubowe oraz muzeum regionalne.
Po roku 1956 dyrektor Kierownictwa Odnowienia Zamku Królewskiego na Wawelu Prof. Alfred Majewski próbował w ramach swych obowiązków uzyskać od władz środki i pozwolenie na odbudowę. Początkowo w latach sześćdziesiątych wydawało się, że ten zamiar się powiódł, gdyż rozpoczęto prace nad odbudową. Wkrótce jednak przerwano je. W 1972 roku z inicjatywy prof. Alfreda Majewskiego opiekę nad zamkiem przejęło Kierownictwo odnowienia Zamku Królewskiego na Wawelu, w związku z czym zespół architektów z Politechniki Krakowskiej pod kierunkiem prof. Elżbiety Dąmbskiej-Śmiałowskiej wykonał w latach 1974–1983, badania i projekt rekonstrukcji całości zabudowań. Członek zespołu dr hab. arch. Jan Kurek wykonał pierwszy aksonometryczny rysunek prezentujący w skali 1:400 pierwotny wygląd zamku. Fragment tych planów został wdrożony w czasie rekonstrukcji bramy wjazdowej do zamku oraz rekonstrukcji sklepień. W roku 1980 ówczesne Ministerstwo Obrony Narodowej pozyskało środki na odbudowę Krzyżtoporu i przeznaczenie go na zespół wypoczynkowo-rekreacyjny. Wprowadzenie stanu wojennego w grudniu 1981 roku zniweczyło te plany. Tak więc prace nad odbudową za czasów PRL rozpoczynano dwukrotnie i dwukrotnie z różnych przyczyn je przerywano. Kolejną próbę ruszenia naprzód z pracami rekonstrukcyjnymi podejmowało przez pewien czas przedsiębiorstwo Kopalnie i Zakłady Przetwórcze Siarki „Siarkopol”.
Do odbudowy Krzyżtoporu przymierza się Instytut Sobieskiego. Stworzył on ideę programową o nazwie „Odbudować przeszłość”, która polega na wdrożeniu programu odbudowy po jednym cennym obiekcie w każdym z województw. Jednym z takich obiektów jest właśnie Krzyżtopór.
W 2007 roku wójt gminy Iwaniska zaprzestał współpracy ze SKTiOZK i w styczniu 2008 roku powołał przy urzędzie gminy do zarządzania obiektem jednostkę organizacyjną pod nazwą Instytucja Kultury Zamek Krzyżtopór w Ujeździe. Podstawowymi celami powołania Instytucji były: prowadzenie całokształtu zadań związanych z zabezpieczeniem i konserwacją ruin zamku Krzyżtopór, oraz zagospodarowanie terenu wokół zamku, a także prowadzenie działalności gospodarczej dla celów dydaktycznych, wychowawczych i kulturalnych. W 2010 r. zespół kierowany przez mgr A. Gołembnika i mgr A. Jaskuła prowadził na terenie zamku badania archeologiczne.
W latach 2010–2013 zrealizowana została inwestycja „Zamek Krzyżtopór markowym produktem województwa świętokrzyskiego”. Inwestycja, warta niespełna 12 mln złotych, przeprowadzona przez gminę Iwaniska została dofinansowana ze środków Unii Europejskiej z Europejskiego Funduszu Rozwoju Regionalnego w ramach Regionalnego Programu Operacyjnego Województwa Świętokrzyskiego. Przedmiotami projektu były: renowacja, uatrakcyjnienie i promocja zamku. Realizowany projekt zgodnie z założeniem konserwatorów i archeologów nie mógł zmienić znacząco jego wyglądu. Prace obejmowały wykonanie: zabezpieczeń struktury zabytku poprzez przeprowadzenie prac konserwatorskich na murach Zamku, adaptacje pomieszczeń na potrzeby obsługi ruchu turystycznego w bastionie „Smok” bez naruszenia oryginalnej bryły (w tym budowę sali konferencyjnej, sali wystawowej), wymianę zadaszeń, wykonanie posadzki dziedzińca, częściową rekonstrukcję budynku bramnego, wykonanie tras zwiedzania, częściową rekonstrukcję ogrodów różanych, zagospodarowanie terenu przed zamkiem, budowę parkingu, przeprowadzenie akcji promocyjnej, a także stworzenie iluminacji pozwalającej na nocne zwiedzanie. Realizacja projektu przyczyni się do utworzenia miejsc pracy oraz polepszenia warunków zwiedzania, co przełoży się na zwiększenie liczby turystów. Dzięki pracom renowacyjnym udało się dostosować obiekt do współczesnych standardów dotyczących obsługi ruchu turystycznego. W ramach projektu pozyskane fundusze unijne pozwolą również na szeroko pojętą promocję Zamku Krzyżtopór w Ujeździe – jako jednego z głównych obiektów turystycznych województwa świętokrzyskiego.

## Sceneria filmów

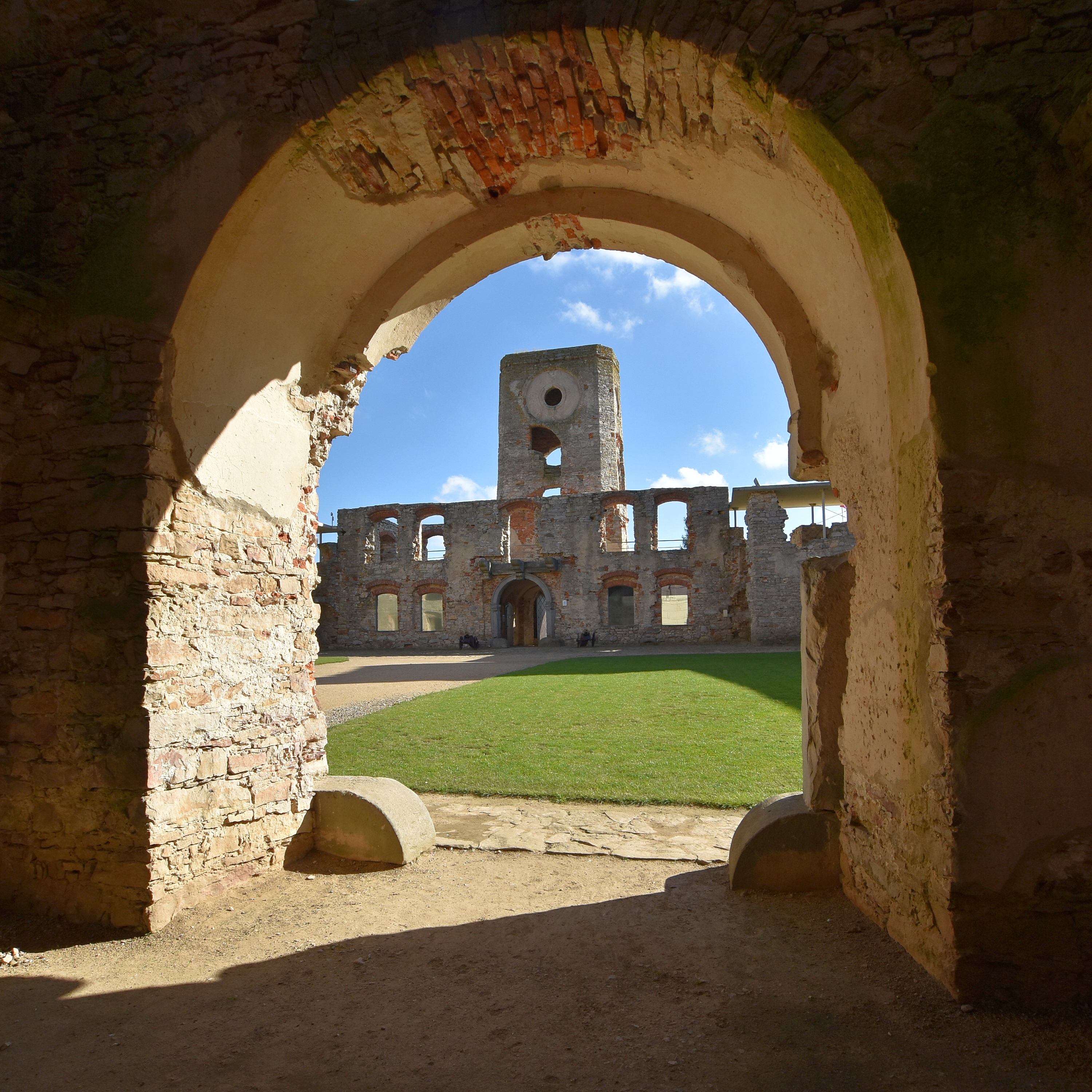

W 1986 roku w ruinach zamku kręcono niektóre sceny polskiego filmu fantasy Przyjaciel wesołego diabła (reż. Jerzy Łukaszewicz). W 2010 produkowano 46. odcinek 4. sezonu serialu Ojciec Mateusz (odcinek Skradziona miłość, reż. Maciej Dejczer). Miejscowość Ujazd staje się scenerią młodzieżowego przeglądu teatralnego. W 2011 na zamku realizowano czarno-biały film Księstwo (reż. Andrzej Barański). W 2013 roku filmowano w Krzyżtoporze polski film Gabriel (reż. Mikołaj Haremski). W 2021 roku zamek był tłem klipu filmowego promującego grę komputerową Lineage W. W międzynarodowej produkcji klipu główną rolę odgrywał Kit Harington. W roku 2023 na zamku nagrany został teledysk do piosenki "Bite Me" południowokoreańskiego zespołu ENHYPEN.